# 马库斯·布朗
马库斯·詹姆斯·布朗（英語：Marcus James Brown，1974年4月3日—），美国NBA联盟职业篮球运动员。他在1996年的NBA选秀中第2轮第17顺位被波特兰开拓者选中。